# Miomir Kecmanović
Miomir Kecmanović (Belgrado, 31 agosto 1999) è un tennista serbo.
Ha vinto in singolare due titoli ATP su cinque finali disputate oltre alcuni altri nei circuiti minori, si è inoltre aggiudicato due trofei anche in doppio. I suoi migliori ranking ATP sono stati il 27º posto in singolare nel gennaio 2023 e il 127º in doppio nell'aprile 2023. È stato il numero 1 della classifica mondiale tra gli juniores. Nel 2021 ha fatto il suo esordio nella squadra serba di Coppa Davis.

## Carriera

### Juniores
Fa il suo esordio nell'ITF Junior Circuit nell'aprile 2014 e vince il primo torneo a cui partecipa. Nei tre anni giocati nella categoria collezionato vittorie contro altri futuri campioni come Davidovich Fokina, de Minaur, Kuhn, Molleker, Ruud, Shapovalov, Tsitsipas e Watanuki. Vince nel 2015 e 2016 il prestigioso torneo di Grade A Orange Bowl, diventando il terzo giocatore nella storia del torneo ad imporsi in due edizioni consecutive. Altri successi nei tornei di Grade A sono quello in doppio all'Abierto Juvenil Mexicano 2015 e quelli nel 2016 all'Abierto Juvenil Mexicano in singolare e all'Osaka Mayor's Cup in doppio. Nel 2016 raggiunge inoltre la finale agli US Open, dove viene sconfitto da Félix Auger-Aliassime, e finisce la stagione come numero uno nel ranking mondiale ITF. Chiude la carriera Junior raggiungendo la semifinale al Roland Garros 2017 e viene battuto da Nicola Kuhn. Chiude l'esperienza con un bilancio di 139 vittorie e 34 sconfitte, 10 titoli in singolare, tra cui tre di Grade A, e cinque titoli in doppio, dei quali due di Grade A.

### 2015-2018: inizi tra i professionisti, primi titoli ITF e Challenger
Fa la sua prima apparizione tra i professionisti nel giugno 2015 vincendo al primo turno del torneo ITF Futures Serbia F1, guadagnando il primo punto nel ranking mondiale. Inizia a giocare con maggiore continuità nel 2016, ad aprile disputa la sua prima finale Futures al torneo USA F14 e viene sconfitto al tie-break del set decisivo da Denis Shapovalov. Nel gennaio 2017 alza il primo trofeo da professionista vincendo il torneo USA F4 con il netto successo in finale su Christian Lindell. In marzo fa la prima esperienza nel circuito maggiore grazie a una wild card per le qualificazioni del Masters di Miami, dove batte Henri Laaksonen per poi arrendersi a Lukáš Lacko. Il mese successivo debutta nel circuito Challenger a Città di Panama e perde al terzo set contro il top 100 del ranking Horacio Zeballos. Al successivo San Luis Potosí Challenger viene sconfitto in semifinale da Adrián Menéndez Maceiras. Esce al turno decisivo delle qualificazioni all'ATP di Istanbul. Dopo aver vinto il suo primo titolo in doppio al torneo Futures USA F15, tra maggio e giugno disputa tre finali ITF consecutive in singolare vincendone due. In ottobre vince il suo primo titolo Challenger al China International Suzhou superando in finale Radu Albot con un doppio 6-4, risultato che gli permette di salire alla 207ª posizione del ranking.
Inizia il 2018 accedendo per diritto di classifica, per la prima volta in carriera, alle qualificazioni di un torneo del Grande Slam agli Australian Open, e viene sconfitto al primo incontro. Al successivo Challenger di Newport batte per la prima volta un top 100 del ranking, il nº 88 Frances Tiafoe, e viene eliminato nei quarti di finale. Gioca il suo primo match in un torneo maggiore a Miami grazie a una wild card e viene sconfitto da Denis Istomin. La settimana successiva supera per la prima volta in carriera le qualificazioni di un torneo ATP a Houston e al primo turno cede in due set a Ryan Harrison. Fallisce poi le qualificazioni negli altri tornei del Grande Slam e nel finale di stagione raggiunge due finali Challenger, perde quella di Liuzhou contro Radu Albot e vince il titolo a Shenzhen battendo Blaž Kavčič. Termina l'anno al 132º posto mondiale in singolare e al 472º in doppio.

### 2019: prima finale ATP e top 50
A inizio stagione supera le qualificazioni a Brisbane e vince il suo primo incontro nel circuito ATP battendo Leonardo Mayer per 6-3, 6-1, prima di arrendersi a Milos Raonic. Supera poi per la prima volta le qualificazioni in uno Slam agli Australian Open e viene eliminato all'esordio dal nº 28 del mondo Fernando Verdasco. Entra in tabellone a Indian Wells come lucky loser, e dopo un bye al primo turno batte Maximilian Marterer e il nº 32 del mondo Laslo Đere per 6-2, 7–6(3). Accede ai quarti di finale grazie al ritiro di Yoshihito Nishioka e viene sconfitto da Raonic in due set. Grazie a questo risultato entra in top 100 per la prima volta in carriera. A Miami riceve ancora una wild card, supera al primo turno Ernests Gulbis e al secondo cede dopo due tie-break alla testa di serie nº 28 Frances Tiafoe.
Non supera le qualificazioni a Monte Carlo, Monaco, Roma e Ginevra, ed esce al primo turno a Budapest. Al Roland Garros vince il suo primo match in un tabellone Slam sconfiggendo al quinto set Denis Kudla e viene eliminato daa David Goffin al secondo turno. Sull'erba di Stoccarda batte in tre set Philipp Kohlschreiber e perde contro Jan-Lennard Struff. Ad Halle, dopo aver superato le qualificazioni, viene sconfitto dal nº 9 del mondo Karen Chačanov. La settimana seguente al torneo di Adalia raggiunge la sua prima finale ATP in carriera. Supera senza perdere alcun set Jaume Munar, Ugo Humbert e Viktor Troicki; in semifinale ha la meglio dopo tre tie-break su Jordan Thompson e alla sua prima finale ATP viene sconfitto da Lorenzo Sonego col punteggio di 7–6(5), 6(5)–7, 1-6. Grazie a questo risultato raggiunge la 67ª posizione mondiale. A Wimbledon supera al primo turno Roberto Carballés Baena e si ritira durante il match contro Benoît Paire.
Continua a salire in classifica con i quarti di finale raggiunti ad Atlanta e il terzo turno a Washington. Al Cincinnati Masters sconfigge tra gli altri Félix Auger-Aliassime e il nº 6 del mondo Alexander Zverev, nella sua prima vittoria su un top 10; esce di scena negli ottavi di finale per mano di Roberto Bautista Agut e a fine torneo entra nella top 50, al 49º posto. Non va oltre il secondo turno nei restanti tornei stagionali, tra cui gli US Open, dove nel torneo di doppio gioca con Casper Ruud e vengono eliminati negli ottavi dopo aver sconfitto le teste di serie nº 3 Raven Klaasen / Michael Venus, risultati con cui porta il best ranking di specialità al 161º posto. Raggiunge la semifinale alle Next Generation ATP Finals e viene sconfitto da Jannik Sinner, che vincerà il titolo.

### 2020: primo titolo ATP e top 40
Inizia il 2020 sul cemento di Doha, senza perdere alcun set batte nell'ordine Jordan Thompson, la testa di serie nº 3 Jo-Wilfried Tsonga e Márton Fucsovics e in semifinale raccoglie solo 4 game contro il futuro vincitore Andrej Rublev. Agli Australian Open viene eliminato al primo turno da Andreas Seppi. A fine gennaio disputa il suo ultimo torneo Challenger a Newport Beach. Raggiunge la seconda semifinale stagionale al successivo ATP di New York e viene sconfitto da Kyle Edmund. A Delray Beach viene estromesso da Ugo Humbert al secondo turno. Subisce la stessa sorte ad Acapulco, dove al primo turno supera in rimonta il nº 25 ATP Alex de Minaur per poi arrendersi al nº 2 del mondo Rafael Nadal. Dopo il lungo stop dovuto alla pandemia di COVID-19, torna a giocare agli US Open e dopo il successo al primo turno su Gianluca Mager viene eliminato dal nº 11 ATP Roberto Bautista Agut.
A Kitzbühel batte in rimonta Kei Nishikori, al secondo turno ha la meglio su Jordan Thompson e nei quarti supera Federico Delbonis. In semifinale sconfigge Marc-Andrea Hüsler e il 13 settembre conquista il primo titolo nel circuito maggiore battendo Yannick Hanfmann con il punteggio di 6-4, 6-4. Questo risultato gli permette di entrare per la prima volta nella top 40, alla 39ª posizione. La settimana successiva esce al primo turno degli Internazionali d'Italia per mano di Yoshihito Nishioka e perde all'esordio anche al Roland Garros, dove raccoglie solo 4 giochi contro Diego Schwartzman. Viene eliminato al secondo turno negli ultimi 4 tornei stagionali e chiude il 2020 al 44º posto del ranking.

### 2021: una semifinale ATP
Nel febbraio 2021 si spinge fino ai quarti di finale all'ATP di Melbourne e viene sconfitto da Sinner, che vincerà il titolo. Eliminato da Adrian Mannarino al secondo turno degli Australian Open, torna a disputare una semifinale in marzo a Buenos Aires e subisce un'altra secca sconfitta da Schwartzman, risultato con cui porta il best ranking alla 38ª posizione mondiale. In quel periodo annuncia di aver ingaggiato come nuovo coach David Nalbandian. Si mette in luce in doppio al Miami Open raggiungendo i quarti di finale in coppia con Aisam-ul-Haq Qureshi. Ha quindi inizio un periodo negativo, nei restanti tornei della stagione raggiunge i quarti di finale solo al Serbia Open in aprile e il nº 1 del mondo Novak Đoković gli concede solo 4 giochi. Dopo tre sconfitte al primo turno, torna a vincere un incontro al Roland Garros battendo Daniel Evans e al secondo turno viene eliminato da Laslo Đere dopo aver vinto i primi due set. Al secondo turno di Wimbledon è Kecmanović a rimontare i primi due set vinti da Bautista Agut, che si impone per 6-3 al quinto.
A luglio fa il suo esordio olimpico ai Giochi di Tokyo battendo al primo turno Kamil Majchrzak e perde al secondo contro Ugo Humbert. Arrivano altre quattro sconfitte al primo turno, tra cui quella contro Arthur Rinderknech agli US Open, e anche negli ultimi tornei dell'anno non ottiene risultati rilevanti. Chiude il 2021 facendo il suo esordio nella squadra serba di Coppa Davis in occasione della sfida vinta 2-1 contro il Kazakistan, e perde l'incontro che lo vede opposto a Michail Kukuškin. A fine anno si trova al 69º posto mondiale.

### 2022, tre semifinali ATP e top 30 in singolare, un titolo ATP in doppio
Torna in forma a inizio 2022, raggiunge per la prima volta il quarto turno in una prova del Grande Slam agli Australian Open con i successi sui top 50 Tommy Paul e Lorenzo Sonego e viene eliminato da Gaël Monfils. Si spinge fino ai quarti di finale all'ATP 500 di Rio de Janeiro con un'altra vittoria su Sonego e viene sconfitto da Francisco Cerúndolo. Dopo i quarti di finale disputati a Santiago del Cile, consegue altre significative vittorie a Indian Wells eliminando il nº 24 del ranking Marin Čilić e il nº 6 Matteo Berrettini; torna così a giocare un quarto di finale in un Masters 1000 e viene sconfitto al terzo set dal futuro vincitore del torneo Taylor Fritz. Conferma il buon momento di forma spingendosi nei quarti anche al successivo Miami Open con i successi su Jack Sock, sul nº 9 ATP Félix Auger-Aliassime, su Sebastian Korda e prendendosi la rivincita su Fritz negli ottavi; viene eliminato al termine di uno spettacolare incontro da Carlos Alcaraz, che si impone per 7-5 nel tie-break del set decisivo. Con questi risultati porta il best ranking alla 38ª posizione mondiale.
All'esordio nella stagione europea su terra battuta raggiunge i quarti di finale a Belgrado, dove viene sconfitto in rimonta dal nº 1 del mondo Novak Đoković. Torna a disputare una semifinale al successivo ATP 250 di Monaco di Baviera, elimina nei quarti Nikoloz Basilašvili e viene sconfitto al terzo set da Botic van de Zandschulp. Esce di scena al secondo turno al Masters di Madrid, dove cede in due set a Rafael Nadal. Nel periodo successivo supera il primo turno solo al Roland Garros e a Wimbledon, in entrambi i tornei viene eliminato al terzo turno e a giugno sale al 30º posto mondiale. Dopo un mese di inattività, ad agosto vince il suo primo titolo in doppio nel circuito ATP al torneo di Los Cabos, gioca in coppia con William Blumberg e in finale concedono un solo gioco agli specialisti Raven Klaasen / Marcelo Melo; nel torneo di singolare viene eliminato in semifinale da Daniil Medvedev, che si aggiudicherà il titolo.
Eliminato al primo turno al Masters canadese, al turno di esordio del successivo Masters di Cincinnati sconfigge Pablo Carreño Busta, reduce dal trionfo in Canada, ed è costretto al ritiro durante il match di secondo turno. Esce al secondo turno anche agli US Open. Nella fase a gruppi delle finali di Coppa Davis ha un bilancio in singolare di due sconfitte e una vittoria, la prima in carriera nella manifestazione, vince per ritiro degli avversari anche un incontro in doppio e la Serbia viene eliminata. A ottobre raggiunge i quarti di finale all'ATP 500 di Tokyo e la semifinale al 250 di Napoli, dove cede al futuro vincitore Lorenzo Musetti dopo aver nuovamente sconfitto Carreño Busta; risultati con cui porta il best ranking al 28º posto. A fine stagione si separa dall'allenatore David Nalbandian.

### 2023, due finali ATP e 27º nel ranking in singolare, una finale ATP in doppio
A inizio stagione annuncia che il nuovo coach è Wayne Black. A gennaio perde nei quarti all'Adelaide 2 contro Thanasi Kokkinakis e a fine torneo porta il best ranking al 27º posto. Non supera il primo turno agli Australian Open e a febbraio entra nel suo team anche Ivan Cinkus, coach dell'infortunato Marin Čilić. Subito dopo disputa la finale a Delray Beach, dove sconfigge tra gli altri Marcos Giron e cede in tre set a Taylor Fritz. Vince in totale un solo incontro nei tre tornei successivi. Ad aprile disputa la finale sia in singolare che in doppio all'ATP dell'Estoril e le perde entrambe, in singolare cede in due set a Casper Ruud, mentre in doppio gioca con Nikola Ćaćić e vengono sconfitti da Sander Gillé / Joran Vliegen.
A Banja Luka perde in semifinale al terzo set contro il vincitore del torneo Dušan Lajović dopo aver eliminato Jiří Lehečka; esce nei quarti nel torneo di doppio e porta il best ranking al 127º posto. Nei successivi tornei raggiunge i quarti a Eastbourne e la semifinale a Gstaad, mentre perde al primo turno all'Open di Francia, a Wimbledon e agli US Open. Negli ultimi tornei stagionali si mette in evidenza spingendosi fino ai quarti al Chengdu Open e sconfiggendo il nº 6 del mondo Holger Rune allo Swedish Open, dove perde in semifinale contro Pavel Kotov. Nella fase finale di Coppa Davis supera Jack Draper nei quarti e Lorenzo Musetti in semifinale, ma è l'Italia ad accedere in finale.

### 2024: 4° turno agli Australian Open,
Agli Australian Open 2024 raggiunge il quarto turno con i successi su Jan-Lennard Struff e sul nº 14 del ranking Tommy Paul  e raccoglie solo 8 giochi contro Carlos Alcaraz. Arrivano quindi altre tre sconfitte consecutive tra cui quella a sorpresa in Coppa Davis contro Klein nel trionfo slovacco per 4-0 a Kraljevo. Torna al successo ad Acapulco dove arriva ai quarti di finale contro Jack Draper. Non supera il turno di esordio nei Masters 1000 di Indian Wells e Miami e sulla terra rossa dell'Estoril. A Monte Carlo elimina il rientrante Matteo Berrettini e perde al secondo turno contro Grigor Dimitrov. Esce al secondo turno anche al Romanian Open e al Madrid Open, mentre agli Internazionali d'Italia sconfigge in rimonta il nº 7 mondiale Casper Ruud prima di essere eliminato al terzo turno.
È costretto al ritiro durante il match di secondo turno al Roland Garros. All'Eastbourne International perde nei quarti contro Max Purcell dopo le vittorie sul nº 33 ATP Zhang Zhizhen e sul top 20 Báez. Al terzo turno di Wimbledon raccoglie sette giochi contro Sinner dopo aver eliminato il top 30 Tallon Griekspoor. Sconfitto al secondo turno degli US Open, il miglior risultato nella seconda parte della stagione sono i quarti di finale raggiunti allo Stockholm Open.

### 2025: un titolo ATP in singolare e uno in doppio
Dopo la semifinale persa contro Sebastian Korda all'Adelaide International, agli Australian Open concede dieci soli giochi a Hubert Hurkacz e al terzo turno cede al quinto set a Holger Rune dopo essere stato in vantaggio di 2 set a 1. Vince entrambe le finali al Delray Beach Open, in singolare supera Alejandro Davidovich Fokina per 3-6, 6-1, 7-5, mentre gioca il doppio con Brandon Nakashima e sconfiggono Christian Harrison / Evan King per 7-6, 1-6, [10-3].

## Statistiche

### Singolare

#### Vittorie (2)
| Legenda              |
| Grande Slam (0)      |
| ATP Finals (0)       |
| ATP Masters 1000 (0) |
| ATP Tour 500 (0)     |
| ATP Tour 250 (2)     |

| N. | Data              | Torneo                             | Superficie  | Avversario in finale        | Punteggio     |
| 1. | 13 settembre 2020 | Austrian Open Kitzbühel, Kitzbühel | Terra rossa | Yannick Hanfmann            | 6–4, 6–4      |
| 2. | 16 febbraio 2025  | Delray Beach Open, Delray Beach    | Cemento     | Alejandro Davidovich Fokina | 3–6, 6–1, 7–5 |

#### Finali perse (3)
| Legenda              |
| Grande Slam (0)      |
| ATP Finals (0)       |
| ATP Masters 1000 (0) |
| ATP Tour 500 (0)     |
| ATP Tour 250 (3)     |

| N. | Data             | Torneo                          | Superficie  | Avversario in finale | Punteggio           |
| 1. | 29 giugno 2019   | Antalya Open, Adalia            | Erba        | Lorenzo Sonego       | 7–6(5), 6(5)–7, 1–6 |
| 2. | 19 febbraio 2023 | Delray Beach Open, Delray Beach | Cemento     | Taylor Fritz         | 0–6, 7–5, 2–6       |
| 3. | 9 aprile 2023    | Estoril Open, Estoril           | Terra rossa | Casper Ruud          | 2–6, 6(3)–7         |

### Doppio

#### Vittorie (2)
| Legenda              |
| Grande Slam (0)      |
| ATP Finals (0)       |
| ATP Masters 1000 (0) |
| ATP Tour 500 (0)     |
| ATP Tour 250 (2)     |

| N. | Data             | Torneo                          | Superficie | Compagno          | Avversari in finale          | Punteggio           |
| 1. | 6 agosto 2022    | Los Cabos Open, Los Cabos       | Cemento    | William Blumberg  | Raven Klaasen Marcelo Melo   | 6–0, 6–1            |
| 2. | 16 febbraio 2025 | Delray Beach Open, Delray Beach | Cemento    | Brandon Nakashima | Christian Harrison Evan King | 7–6(3), 1–6, [10–3] |

#### Finali perse (1)
| Legenda              |
| Grande Slam (0)      |
| ATP Finals (0)       |
| ATP Masters 1000 (0) |
| ATP Tour 500 (0)     |
| ATP Tour 250 (1)     |

| N. | Data          | Torneo                | Superficie  | Compagno     | Avversari in finale        | Punteggio |
| 1. | 9 aprile 2023 | Estoril Open, Estoril | Terra rossa | Nikola Ćaćić | Sander Gillé Joran Vliegen | 3–6, 4–6  |

### Tornei minori

#### Singolare

##### Vittorie (7)
| Legenda tornei minori |
| Challenger (4)        |
| Futures (3)           |

| N. | Data          | Torneo                             | Superficie  | Avversario in finale | Punteggio     |
| 1. | gennaio 2017  | USA F4, Sunrise                    | Terra rossa | Christian Lindell    | 6–2, 6–2      |
| 2. | maggio 2017   | Turkey F20, Antalya                | Terra rossa | Alessandro Petrone   | 6–0, 6–4      |
| 3. | giugno 2017   | Belgium F1, Havré                  | Terra rossa | Christopher Heyman   | 6–4, 3–6, 6–2 |
| 4. | ottobre 2017  | China International Suzhou, Suzhou | Cemento     | Radu Albot           | 6–4, 6–4      |
| 5. | novembre 2018 | Shenzhen Longhua Open, Shenzhen    | Cemento     | Blaž Kavčič          | 6–2, 2–6, 6–3 |

##### Sconfitte in finale (2)
| Legenda tornei minori |
| Challenger (1)        |
| Futures (1)           |

| N. | Data         | Torneo                | Superficie  | Avversario in finale | Punteggio        |
| 1. | aprile 2016  | USA F14, Orange Park  | Terra rossa | Denis Shapovalov     | 5–7, 6–2, 6(6)–7 |
| 2. | giugno 2017  | Turkey F21, Antalya   | Terra rossa | Julien Cagnina       | 3–6, 4–6         |
| 3. | ottobre 2018 | Liuzhou Open, Liuzhou | Cemento     | Radu Albot           | 2–6, 6–4, 3–6    |

#### Doppio

##### Vittorie (1)
| Challengers (0) |
| Futures (1)     |

| N. | Data        | Torneo              | Superficie  | Compagno      | Avversari in finale           | Punteggio        |
| 1. | maggio 2016 | USA F15, Vero Beach | Terra rossa | Jonas Luetjen | Deiton Baughman Reed Anderson | 6–1, 5–7, [10–8] |

##### Sconfitte in finale (1)
| Challengers (0) |
| Futures (1)     |

| N. | Data        | Torneo         | Superficie  | Compagno      | Avversari in finale            | Punteggio   |
| 1. | maggio 2016 | USA F16, Tampa | Terra rossa | Jonas Luetjen | Gonzalo Escobar Roberto Quiroz | 4–6, 6(4)–7 |

## Risultati in progressione
| Sigla | Risultato               |
| ----- | ----------------------- |
| V     | Vincitore               |
| F     | Finalista               |
| SF    | Semifinalista           |
| O     | Oro olimpico            |
| A     | Argento olimpico        |
| SF    | Bronzo olimpico         |
| QF    | Quarti di Finale        |
| 4T    | Quarto turno            |
| 3T    | Terzo turno             |
| 2T    | Secondo turno           |
| 1T    | Primo turno             |
| RR    | Round Robin             |
| LQ    | Turno di qualificazione |
| A     | Assente                 |
| ND    | Non disputato           |

| Legenda superfici    |
| -------------------- |
| Cemento              |
| Terra battuta        |
| Erba                 |
| Superficie variabile |

### Singolare
| Torneo             | 2018          | 2019          | 2020          | 2021 | 2022          | 2023          | 2024 | V-S   |
| ------------------ | ------------- | ------------- | ------------- | ---- | ------------- | ------------- | ---- | ----- |
| Tornei Grande Slam |               |               |               |      |               |               |      |       |
| Australian Open    | Q1            | 1T            | 1T            | 2T   | 4T            | 1T            | 4T   | 7–6   |
| Roland Garros      | Q2            | 2T            | 1T            | 2T   | 3T            | 1T            | 2T   | 5–6   |
| Wimbledon          | Q1            | 2T            | ND            | 2T   | 3T            | 1T            | 3T   | 6–5   |
| US Open            | Q2            | 2T            | 2T            | 1T   | 2T            | 1T            | 2T   | 4–6   |
| Vittorie-Sconfitte | 0–0           | 3–4           | 1–3           | 3–4  | 8–4           | 0–4           | 7–4  | 22–23 |
| Giochi Olimpici    |               |               |               |      |               |               |      |       |
| Giochi Olimpici    | Non disputati | Non disputati | Non disputati | 2T   | Non disputati | Non disputati | A    | 1–1   |
| Vittorie-Sconfitte | Non disputati | Non disputati | Non disputati | 1–1  | Non disputati | Non disputati | 0–0  | 1–1   |

### Doppio
| Torneo             | 2018 | 2019 | 2020 | 2021 | 2022 | 2023 | 2024 | V-S  |
| ------------------ | ---- | ---- | ---- | ---- | ---- | ---- | ---- | ---- |
| Tornei Grande Slam |      |      |      |      |      |      |      |      |
| Australian Open    | A    | A    | 1T   | 2T   | 1T   | A    | 1T   | 1–4  |
| Roland Garros      | A    | 2T   | 1T   | 1T   | 2T   | 1T   | 1T   | 2–6  |
| Wimbledon          | A    | A    | ND   | A    | A    | A    | A    | 0–0  |
| US Open            | A    | 3T   | A    | 1T   | 1T   | 2T   | 1T   | 3–5  |
| Vittorie-Sconfitte | 0–0  | 3–2  | 0–2  | 1–3  | 1–3  | 1–2  | 0–3  | 6–15 |

## Vittorie contro top 10 per stagione
| Stagione | 2019 | 2020 | 2021 | 2022 | 2023 | 2024 | Totale |
| Vittorie | 1    | 0    | 0    | 2    | 1    | 1    | 5      |

| N.   | Avversario            | Rank | Torneo                          | Superficie  | Turno | Punteggio        |
| ---- | --------------------- | ---- | ------------------------------- | ----------- | ----- | ---------------- |
| 2019 |                       |      |                                 |             |       |                  |
| 1.   | Alexander Zverev      | 6    | Cincinnati Open, Cincinnati     | Cemento     | 2T    | 6(4)–7, 6–2, 6–4 |
| 2022 |                       |      |                                 |             |       |                  |
| 2.   | Matteo Berrettini     | 6    | Indian Wells Open, Indian Wells | Cemento     | 4T    | 6–3, 6(5)–7, 6–4 |
| 3.   | Félix Auger-Aliassime | 9    | Miami Open, Miami               | Cemento     | 2T    | 6–4, 6–2         |
| 2023 |                       |      |                                 |             |       |                  |
| 4.   | Holger Rune           | 6    | Stockholm Open, Stoccolma       | Cemento (i) | 2T    | 7–6(3), 6–2      |
| 2024 |                       |      |                                 |             |       |                  |
| 5.   | Casper Ruud           | 7    | Internazionali d'Italia, Roma   | Terra rossa | 2T    | 0–6, 6–4, 6–4    |